# Raffaele Girondi

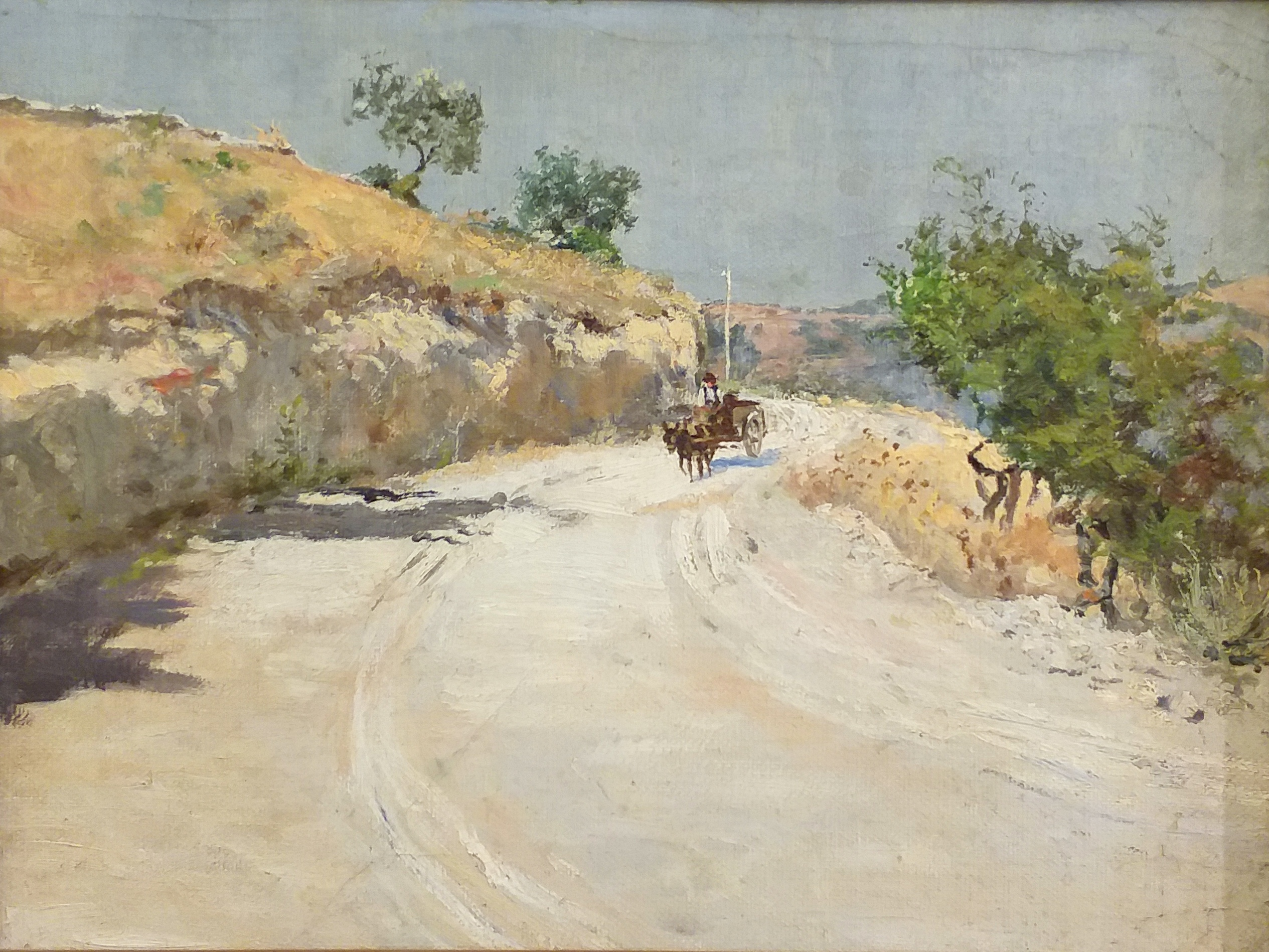
Raffaele Girondi, Strada di campagna, Barletta, Museo Civico.

Raffaele Girondi (Barletta, 2 gennaio 1873 – Parigi, 26 aprile 1911) è stato un pittore italiano.

## Vita e opere

### La formazione tra Barletta, Napoli e Roma
Raffaele Girondi nasce a Barletta il 2 gennaio 1873 da Biagio e Adelaide Cafiero. Si forma dapprima presso l’influente pittore barlettano Giovanni Battista Calò, maestro del più noto Giuseppe De Nittis, Vincenzo De Stefano e Giuseppe Gabbiani, e poi si trasferisce a Napoli, dove segue le lezioni di Filippo Palizzi e Domenico Morelli all'Istituto di Belle Arti; ma dal 1901 egli è presente a Roma per seguire i corsi di nudo. Di questo periodo sono le bellissime vedute delle antichità romane, rese con una pittura a macchia e con spirito impressionista. 
Affermandosi sempre più come paesaggista, Girondi vincerà nel 1904 il concorso Werstappen, bandito dalla prestigiosa Accademia di San Luca, con Le rive dell’Ofanto, e l’anno successivo parteciperà al Premio Balestra – sempre indetto dall’Accademia di San Luca – con Il pane del perdono, soggetto liberamente tratto da I Promessi Sposi e grazie al quale otterrà una menzione d’onore. L’opera fu giudicata alquanto “confusa” non corrispondendo pienamente alla scena descritta da Manzoni, «un giudizio tutt’ora condivisibile», come scrive la Sperken, «nonostante l’ambientazione precisa, studiata in tutti i particolari, e una resa luministica accurata. Più riuscita appare la Scena con Dante irriso, una tela, a dir poco, insolita per la tematica colta, “contaminata” da elementi di cultura locale. Sulla scalinata che porta a una basilica affidata ai domenicani, come potrebbe suggerire la figura del frate, si svolge l’episodio di “Dante giovine incompreso”, titolo di un dipinto di Bernardo Celentano […] sicuramente noto a Girondi, come evidenzia il gruppo degli schernitori». I quadri di soggetto storico-aneddotico e storico-religioso, nella produzione di Girondi, sono in tutto una decina. Tra questi senz'altro va ricordato anche La morte di Bellini.
Il fortunato soggiorno a Roma comunque non sarà lineare, perché Girondi ritornerà diverse volte a Barletta per decorare alcune chiese. Interverrà infatti nella chiesa del Purgatorio e poi in cattedrale, realizzando qui un finto mosaico e delle tempere nella cappella del Santissimo. Sarà inoltre presente nella chiesa di San Cataldo, rappresentando nella volta i Miracoli del Santo, mentre raffigurerà i Dottori della Chiesa all'interno di alcuni medaglioni posti alle pareti. Suoi sono anche il San Nicola e il San Ruggiero, patroni rispettivamente di Bari e di Barletta. Girondi lavorerà anche nella chiesa di Sant’Agostino, dove realizza il perduto Sant’Agostino in contemplazione della Beata Vergine.

### Il soggiorno veneziano

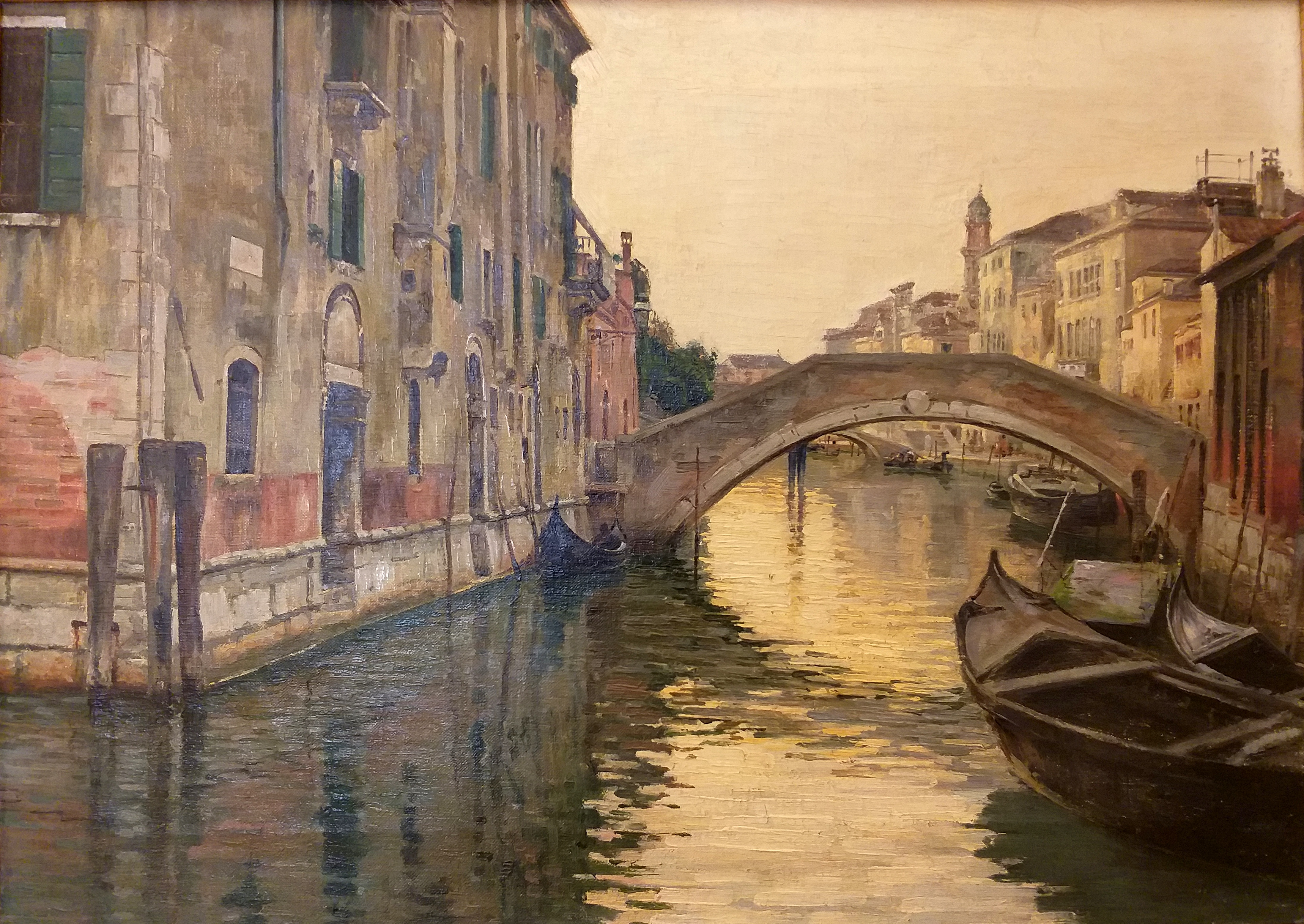
Raffaele Girondi, Venezia, Barletta, Museo Civico

A questa intensa attività, che si sviluppa su due fronti, Roma e Barletta, deve seguire il luminoso e breve soggiorno veneziano. A Venezia Girondi dipinge una serie di piccole e graziose vedute, dove la sua attenzione di pittore macchiaiolo si focalizza in modo particolare sui molteplici effetti che la luce determina sulla superficie dell'acqua, così come sulle facciate dei palazzi nelle diverse ore del giorno. Le sue poetiche Venezie hanno un taglio fotografico «come quello di De Nittis, ma rispetto a quest’ultimo la pittura è meno vaporosa. Le macchie che compongono l’immagine sono brevi pennellate, sicure, decise, sovrapposte le une sulle altre senza confondersi. Macchie multicolori, ora corte e ora lunghe, sottili e larghe, orizzontali e verticali che nel loro intersecarsi generano Venezie incantate, immobili, silenti, sospese nel tempo».

### Gli ultimi anni a Parigi
Il 1908 è invece l’anno della svolta, perché Girondi arriva a Parigi. Accanto ad alcuni ritratti, egli pare abbia decorato nella capitale francese anche diversi edifici sia pubblici sia privati. È quanto emerge dalle missive che il pittore barlettano inviava allo storico Michele Cassandro, ma di questa produzione non resta purtroppo più alcuna traccia. Si sono invece conservati alcuni piccoli dipinti che ritraggono diversi scorci della città, o momenti di vita quotidiana lungo la Senna. Quadri dalle dimensioni contenute, dove le pennellate si fanno sempre più rade, lasciando spesso allo scoperto la trama della tela. La tavolozza ha ora perduto le tinte calde e vivaci degli anni precedenti e ha adottato piuttosto toni freddi e cupi, evidentemente riflesso di un’anima ormai sofferente e malinconica. Agli anni parigini deve risalire, stando alla Cataldo, anche un nudo virile disteso (Barletta, Museo Civico).
Nella capitale francese, Girondi stringerà un’amicizia profonda con Léontine, vedova De Nittis. Sarà quest’ultima, con la sorella del pittore Carmela, ad assisterlo nella sua lunga malattia sino alla morte, avvenuta il 26 aprile 1911.

## Il problema della cronologia

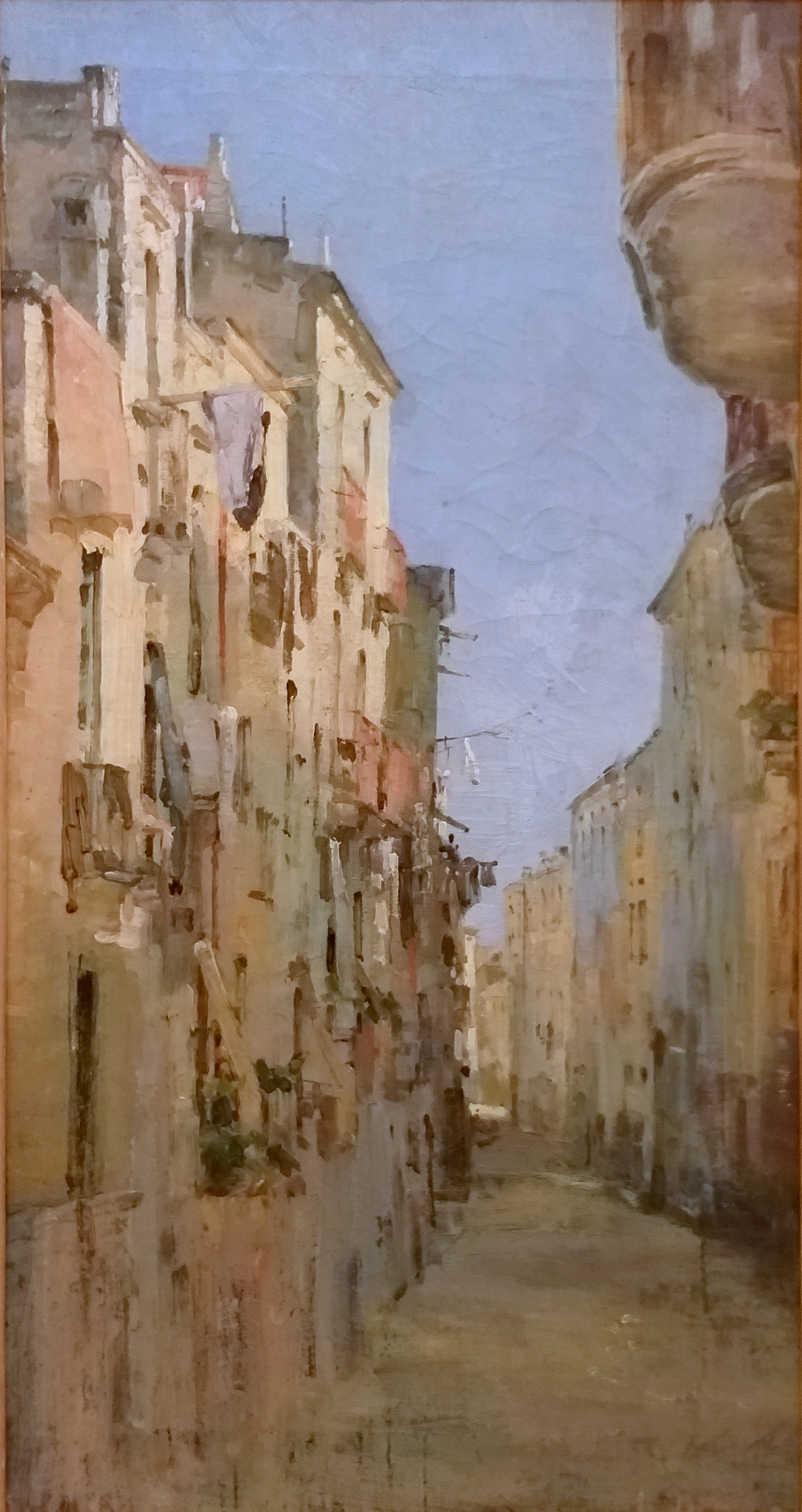
Raffaele Girondi, Via Samuelli, Barletta, Museo Civico

Come giustamente ha ravvisato Lucia Anna Cataldo nella voce dedicata a Girondi per il Dizionario Biografico degli italiani (Treccani), la cronologia delle opere del pittore barlettano è sostanzialmente ignota. Difficile è infatti collocare, nel loro giusto ordine temporale, i dipinti che il pittore è andato realizzando lungo l'arco della sua vita. Pochi sono i dipinti datati e molti risultano addirittura non firmati. Dei dipinti che vanno a costituire il lascito della sorella, più di una trentina sono vedute di campagna nei dintorni della città pugliese, interni di chiese, ville e viuzze, «molte di queste, realizzate a olio su tela, o più frequentemente su cartone, sono collocabili nella fase giovanile della sua attività, in quanto rivelano una tecnica ancora non molto raffinata e l’assenza di uno stile personale».
Più maturi risultano essere invece i dipinti realizzati durante il soggiorno a Roma e la breve sosta a Venezia, collocabili tutti verosimilmente a un periodo anteriore al 1908.